# The Big Day
The Big Day è l'album in studio di debutto del rapper statunitense Chance the Rapper, pubblicato nel 2019. Autoprodotto, l'album vede la partecipazione, non accreditata, di artisti quali Nicki Minaj, John Legend, Shawn Mendes, Ben Gibbard, Randy Newman, CocoRosie, Gucci Mane e Ari Lennox.

## Antefatti
In un'intervista nel novembre 2016, Chance the Rapper ha dichiarato di star lavorando all’album. Nel marzo 2017, Chance ha affermato che avrebbe venduto il suo album di debutto, al contrario dell'uscita gratuita dei suoi precedenti mixtape.
Nel luglio 2018, Chance ha annunciato che Kanye West si sarebbe recato a Chicago per produrre il suo album di debutto. West è arrivato a Chicago a metà agosto 2018 e Chance ha iniziato a registrare. Il duo in seguito ha annunciato una loro collaborazione, intitolata Good Ass Job.
Il 12 febbraio 2019, Chance ha twittato la parola "luglio" e ha condiviso un video su Instagram rivelando che i fan potevano aspettarsi nuova musica in quel mese.
Nonostante ciò, l'album è stato accolto con pessime recensione per via della sua eccessiva lunghezza e delle tracce non all'altezza dell'attesa.

## Tracce
1. All Day Long – 3:28 – Chance the Rapper, Scott, DeMartis 'Sax' Williams, Verner, Eric Butler, Landfair, Fox, Segal, Peter Cottontale, TrapMoneyBenny
2. Do You Remember – 3:56 – Chance the Rapper, Scott, Starlite, Vernon, Fox, Peter Cottontale
3. Eternal – 4:03 – Chance the Rapper, Scott, Langford, Landfair, Fox, Segal, Peter Cottontale, Smoko Ono
4. Hot Shower – 3:45 – Chance the Rapper, Smoko Ono
5. We Go High – 4:59 – Lusher, Chance the Rapper, Scott, Fox, Segal, Peter Cottontale
6. I Got You (Always and Forever) – 4:41 – Lang, Chance the Rapper, Verner, Butler, Langford, Fox, Segal, Peter Cottontale, TrapMoneyBenny
7. Photo Ops (Skit) – 1:15
8. Roo – 2:51 – Chance the Rapper, Verner, Landfair, Fox, Segal
9. The Big Day – 4:02 – Lang, Chance the Rapper, Scott, Vernon, Segal, Peter Cottontale
10. Let's Go on the Run – 3:41 – Lusher, Lang, Chance the Rapper, Verner, Fox, Segal
11. Handsome – 2:53 – Chance the Rapper, Coleman, Peter Cottontale, Smoko Ono, TrapMoneyBenny
12. Big Fish – 3:06 – Chance the Rapper, Timbaland, TrapMoneyBenny
13. Ballin Flossin – 2:49 – Chance the Rapper, Scott, Butler, Starlite, Landfair, Fox, Segal, Peter Cottontale
14. 4 Quarters in the Black (Skit) – 2:13
15. 5 Year Plan – 4:17 – Chance the Rapper, Scott, Starlite, Jaskowiak, Ware, Fox, Peter Cottontale
16. Get a Bag – 3:21 – Chance the Rapper, Landfair, Lido, Fox, Peter Cottontale
17. Slide Around – 4:30 – Chance the Rapper, Fox, Pi'erre Bourne
18. Sun Come Down – 3:35 – Chance the Rapper, Charlie Handsome, Scott, Verner, Butler, Jaskowiak, Fox, Segal, Peter Cottontale, Smoko Ono
19. Found a Good One (Single No More) – 4:18 – Chance the Rapper, Scott, Verner, Butler, Landfair, Murda Beatz, Fox, Segal, Peter Cottontale, TrapMoneyBenny
20. Town on the Hill – 2:59 – Chance the Rapper, Starlite, Peter Cottontale
21. Our House (Skit) – 1:05
22. Zanies and Fools – 5:23 – Lang, Chance the Rapper, Verner, Landfair, Fox, Segal, Peter Cottontale